# Фран-лез-Анвен
Фран-лез-Анве́н (фр. Frasnes-lez-Anvaing, валлон. Fraine-dilé-Anvegn, пикард. Frîn·ne-d'léz-Anving) — коммуна в Валлонии, расположенная в провинции Эно, округ Ат. Принадлежит Французскому языковому сообществу Бельгии. На площади 112,44 км² проживают 10 967 человек (плотность населения — 98 чел./км²), из которых 48,87 % — мужчины и 51,13 % — женщины. Средний годовой доход на душу населения в 2003 году составлял 11 319 евро.
Почтовые коды: 7910—7912. Телефонный код: 069.